# Grönskande boningar
Grönskande boningar (engelska: Green mansions) är en roman från 1904 av den engelske författaren William Henry Hudson. Den handlar om en man som reser i Guyana i sydöstra Venezuela där han träffar den mystiska djungelflickan Rima som kan tala med fåglar.
Boken var förlaga till den amerikanska filmen Blommande djungel från 1959, med Audrey Hepburn och Anthony Perkins i huvudrollerna. DC Comics gav ut en tecknad serieversion 1974–1975 med titeln Rima, the jungle girl. DC:s version av Rima förekommer även i TV-serien Rättvisans kämpar.